# Haar, Bavaria

Haar este o comună din districtul München, regiunea administrativă Bavaria Superioară, landul Bavaria, Germania.

## Istoric
Prima atestare documentară a comunei datează din anul 1073. Numele provine de la îmbinarea a două cuvinte: Hard (care desemna o comunitate de mai multe sate mici, tratate din puncte de vedere administrativ ca o singură comună) și Hart (loc împădurit). Așa cum o sugerează și numele, Haar a fost înființată prin defrișarea unei bucăți de pădure, lucru de care aduce aminte și emblema comunei. Parte din fosta pădure a fost păstrată, fiind un loc de plimbare preferat al locuitorilor. Haar se afla pe unul din așa-numitele drumuri ale sării (Salzstrasse) și astfel a cunoscut o înflorire economică deosebită, care s-a accentuat după legarea comunei la căile ferate. Din 1871 Haar este o stație principală pe ruta de cale ferată Rosenheim-München. Prima școală a comunității cu centrul în Haar se înființează în 1837 în Ottendichtl, iar în 1910 se deschide prima școală din Haar. În 1933 are loc sfințirea bisericii catolice St. Konrad, aflată în apropierea primăriei, iar în 1962 a celei evanghelice ("Jesuskirche"). Primăria comunei se găsește în fosta clădire a pompierilor. Cea mai însemnată creștere demografică a comunei a fost marcată de crearea, în anii 1970, a 3000 de apartamente în Haar, în zona numită și astăzi Jagdfeld (câmpul de vânătoare), pe o intindere de 71 de ha. Recent, începând din anul 1985, s-a început construcția unor apartamente în partea de nord a liniei ferate, în zona numită Eglifinger Feld, unde s-a înființat și un parc sportiv ce cuprinde terenuri de tenis, fotbal, săli acoperite de gimnastică, tenis, Squash și saună.

## Organizare administrativă
Ca multe alte comune germane, și Haar-ul funcționează ca o comunitate (Gemeinde) de mici așezări ce se află sub administrația Haar-ului. Dintre acestea, satul Gronsdorf este cel mai vechi ca atestare documentară, numele acestuia fiind menționat pentru prima dată în anul 839. Din comunitate mai fac parte Ottendichl, Salmdorf și Eglfing. Împreună cu Haar, acestea au format din anul 1849 comunitatea Salmdorf, care și-a mutat mai apoi, în anul 1924, centrul administrativ în comuna Haar. Atât comuna Haar, cât și satul Gronsdorf, au stații de S-Bahn (tren suburban). 

## Mijloace de transport
Haar se găsește în imediata apropiere a autostrăzii A99, iar prin Haar trece șoseaua interurbană care leagă München-ul de Ebersberg și mai departe de Rosenheim. De asemenea, S-Bahn-ul liniei S4 are stație atât în Haar, cât și în Gronsdorf. În zilele lucrătoare, acesta sosește la interval de 10 minute în orele de vârf (6-9, 16-19) și la interval de 20 de minute în rest. Există și câteva linii de autobus: 193 - face legătura dintre Haar și München (ultima stație fiind stația de metro (U-Bahn) Trudering (cartier din München); 240 - Haar - Grasbrunn (sat învecinat); 241 Haar - Putzbrunn - Ottobrunn - Riemerling (sate învecinate sau aflate în apropiere); 242 - Haar - Ottendichl - Salmdorf - Gronsdorf; 243 - Haar - Neukeferloh - Grasbrunn; 285 Haar - Feldkirchen (localitate cu stație de S-Bahn).

## Date
- număr de locuitori: 20.553
- suprafața totală a comunității: 1.290,22 ha
- din care clădiri și spațiile aderente ale acestora: 336,62 ha
- spații comerciale: 16,19 ha
- spații de recreere: 16,17 ha
- spații pentru circulație: 111,39
- teren agricol: 642,67 ha
- pădure: 156,72 ha
- clădiri de locuințe: cca. 2100